# Лук-порей
Лук-поре́й, или жемчу́жный лук  — овощ, культивар лука виноградного (Allium ampeloprasum); двулетнее травянистое растение, вид рода Лук (Allium) подсемейства Луковые (Alliaceae). Лук-порей можно рассматривать как группу сортов, например, A. ampeloprasum. В пищу применяется зелёная, желтая и белая часть листьев, а также корни. 

## Название
Исторически для лука-порея использовалось много научных названий, но теперь все они рассматриваются как сорта A. ampeloprasum. 
В русский язык слово «порей» немецкого Porree (франц. porreau или poireau, итальян. porro), которое в свою очередь произошло от латинского эпитета porrum, так как долгое время лук порей обозначался как Allium porrum L. Sp. Pl.: 295 (1753), nom. rej.
В английском языке лук-порей называется leek, название произошло от древнеанглийского слова lēac, от которого также происходит современное английское название чеснока. Lēac означает «луковица» на древнеанглийском языке и родственен языкам, основанным на древнескандинавском языке; датский løg, исландский laukur, норвежский løk и шведский lök. В немецком языке Lauch используется для обозначения лука-порея, но в голландском look используется для всего рода лука Allium.

## Распространение и экология
Родина — Передняя Азия, откуда лук-порей попал в Средиземноморье, на территории которых и сейчас встречается его дикорастущая исходная форма — лук виноградный (Allium ampeloprasum). Культурный же вид, вероятно, развился из него давно, так как в Древнем Египте лук-порей уже был одним из важнейших овощных растений. Он был известен и в античные времена в Греции и Риме. В Средние века его возделывали уже по всей Европе. Рисунки старых травников показывают, что у растений, которые выращивались в то время, луковицы были выражены лучше, чем у современных форм.
Выращивается повсеместно — в Европе, в средиземноморских странах и в Северной Америке, наибольшее его количество поставляет Западная Европа, в первую очередь Франция.
В России порей выращивают во всех зонах овощеводства.

## Ботаническое описание

### Морфология
Луковица лишена луковичек или с немногими луковичками.
Стебель выходит из середины луковицы.
Листья линейно-ланцетные, чехол с длинным носиком.
Зонтик большой, шаровидный; околоцветник беловатый или реже розоватый, со слегка шероховатыми листочками. Нити тычинок длиннее околоцветника, внутренние трёхраздельные, со средней частью в два раза короче основания.
Цветёт в июне — июле. Плоды созревают в августе — сентябре.

### Биологические особенности
В первый год жизни образует мощную корневую систему, большое количество плоских длинных (40—60 см) листьев, расположенных веером (очерёдно), белую ложную луковицу длиной 10—12 см и диаметром 2—8 см, переходящую в светло-зелёный ложный стебель высотой до 80 см. На второй год формируется цветоносный стебель (стрелка) высотой до 2 м и семена. Цветки у порея мелкие, розовые и беловато-розовые, собранные в соцветие — зонтик, изначально закрытый чехлом. Опыление перекрёстное. Семена трёхгранные, морщинистые, внешне напоминают семена репчатого лука. Сохраняют всхожесть два — четыре года.
Порей — холодостойкая культура. Взрослые растения при их окучивании и утеплении торфом или опилками зимуют в условиях средней полосы, особенно в снежные зимы. Требователен к влаге, предпочитает суглинистые, высокогумусные пойменные почвы. Тяжёлые глинистые и лёгкие песчаные почвы, а также переувлажнённые и кислые для порея непригодны.
Размножается семенами. В центральных и северных районах используют рассадный метод. В южных районах предпочтительна безрассадная культура (высев семян в открытый грунт).
Наиболее опасный вредитель — луковая муха.

## Химический состав
Растение отличается высоким содержанием солей калия, кальция, железа, фосфора, серы, магния. В растении имеется эфирное масло, в состав которого входят сера, белковые вещества, витамины — аскорбиновая и никотиновая кислоты, тиамин, рибофлавин, каротин.
Порей обладает ценным свойством, каким не обладают никакие другие овощные культуры: при хранении количество аскорбиновой кислоты в отбелённой части повышается более чем в полтора раза.

## Значение и применение
Ещё древние египтяне, греки и римляне знали лук-порей как пищевое растение. У римлян он считался едой богачей. Римский император Нерон употреблял его в больших количествах, стремясь сохранить голос для произнесения продолжительных речей: его называли «питающимся пореем». Апиций рекомендовал употреблять зелёные части лука-порея в качестве салата, а бесцветные варить или использовать как приправу к некоторым блюдам.
В Средние века порей также пользовался большой популярностью. Однако в середине XX века в России мало знали об этой овощной культуре. Сегодня по популярности порей уступает лишь чесноку и репчатому луку. В пищу употребляют утолщённые основания листьев, образующие толстый ложный стебель.
Белая нежная ножка (ложный стебель) и молодые листья лука порея характеризуются приятным слабоострым вкусом (более тонким, чем у репчатого лука), придают своеобразный аромат кулинарным изделиям. Луковицы порея с отбелённым стеблем употребляют в сыром, варёном (тушеном) виде как гарнир к мясным и рыбным блюдам, приправу для супов. Используют для приготовления салатов, соусов, в консервной и пищеконцентратной промышленности.

### В кулинарии
Лук-порей имеет мягкий луковый вкус. В сыром виде овощ хрустящий и твердый. Съедобными частями лука-порея являются белое основание листьев (над корнями и основанием стебля), светло-зеленые части и, в меньшей степени, тёмно-зелёные части листьев. Темно-зеленую часть обычно выбрасывают, потому что она имеет жесткую текстуру, но ее можно обжаривать или чаще добавлять в бульон для аромата. Несколько листьев иногда связывают шпагатом и другими травами, чтобы сформировать букет гарни. 
Лук-порей обычно нарезают ломтиками толщиной 5–10 мм. Ломтики имеют тенденцию разваливаться из-за слоистой структуры лука-порея. Различные способы приготовления овощей: 
- Варка делает его мягким и нежным на вкус. Целый вареный лук-порей, подаваемый холодным с винегретом, популярен во Франции[13], где лук-порей получил прозвище asperges du pauvre, «спаржа для бедняков».
- Жарка делает его более хрустящим и сохраняет вкус.
- В сыром виде лук-порей можно использовать в салатах, особенно хорошо, когда он является основным ингредиентом.

Лук-порей является ингредиентом супов кокки-ликки и вишисуаз, а также супа из лука-порея.
Из-за их символизма в Уэльсе они стали широко использоваться в кухне этой страны. В других местах Великобритании лук-порей вернулся в моду только в последние 50 лет, и на протяжении нескольких столетий его игнорировали.
Кефтикас де Праса, или пирожки с луком-пореем, являются одним из основных продуктов сефардской еврейской кухни и подаются на такие праздники, как Рош ха-Шана и Песах.
В турецкой кухне лук-порей нарезают толстыми ломтиками, затем варят, отделяют от листьев и, наконец, заливают начинкой, обычно содержащей рис, травы (обычно петрушку и укроп), лук и черный перец. Для сармы с оливковым маслом добавляют смородину, кедровые орешки и корицу, а для сармы с мясом в начинку добавляют мясной фарш. В Турции из лука-порея также готовят: zeytinyağlı pırasa (лук-порей с оливковым маслом), ekşili pırasa (кислый лук-порей), etli pırasa (лук-порей с мясом), pırasa musakka (лук-порей musakka), pırasalı börek (börek с луком-пореем) и pırasa köftesi (фрикадельки из лука-порея).

### Медицинское применение
Целебное действие порея было известно ещё в далеком прошлом. Его рекомендовали употреблять больным подагрой, ревматизмом, цингой, при мочекаменной болезни и ожирении, психическом и физическом переутомлении. Благодаря большому количеству солей калия порей проявляет выраженное мочегонное действие, полезен при ожирении, ревматизме, подагре. В клинических исследованиях показано, что порей повышает секреторную функцию желёз пищеварительного тракта, улучшает деятельность печени, повышает аппетит, имеет антисклеротические свойства. Сырой порей противопоказан при воспалительных заболеваниях желудка и двенадцатиперстной кишки.

## Прочие сведения
Лук-порей является одним из национальных символов Уэльса. Согласно легенде, в VI веке епископ и просветитель Давид Валлийский во время битвы против саксов, которая происходила на луковом поле, призвал своих солдат прикрепить к шлему лук-порей, чтобы отличить своих соратников от врагов. Поэтому ежегодно 1 марта жители Уэльса отмечают национальный праздник — День святого Давида.
В Великобритании существует «Общество любителей порея», члены которого обсуждают тонкости возделывания этой культуры и обмениваются рецептами блюд.
Лук-порей — символ вокалоида (голосовой героини из серии Vocaloid2 Character Vocal Series) Хацунэ Мику. Образ Хацунэ Мику стал популярным после того, как был использован в видеоролике финской песни Ievan Polkka (в ролике в такт песне Мику махала луком-пореем).

В сказке Джанни Родари «Приключения Чиполлино» (1951) у огородника Лука Порея (итал. Pirro Porro) были длинные усы, концы которых жена огородника привязывала к гвоздям на балконе и вешала на них бельё.
- Два цветущих зонтика лука
- В значительной степени увядшая цветочная головка с открытыми цветами, а также с развивающимися семенными коробочками.
- Поле лука-порея в Хутулсте, Бельгия
- Натюрморт из лука-порея и тимьяна
- «Черешок» и корни используются в пищу
- Лук-порей продается в супермаркете
- Семена лука-порея

## Таксономия
Вид Лук-порей входит в род Лук (Allium) семейства Луковые (Alliaceae) порядка Спаржецветные (Asparagales).
|  |                                      |  |                                                             |                                                             |                   |  | ещё 24 семейства (согласно Системе APG II) | ещё 24 семейства (согласно Системе APG II) |                     |  |  |  | ещё более 870 видов |
|  |                                      |  |                                                             |                                                             |                   |  | ещё 24 семейства (согласно Системе APG II) | ещё 24 семейства (согласно Системе APG II) |                     |  |  |  | ещё более 870 видов |
|  |                                      |  |                                                             | порядок Спаржецветные                                       |                   |  |                                            |                                            | род Лук             |  |  |  |                     |
|  |                                      |  |                                                             | порядок Спаржецветные                                       |                   |  |                                            |                                            | род Лук             |  |  |  |                     |
|  | отдел Цветковые, или Покрытосеменные |  |                                                             |                                                             | семейство Луковые |  |                                            |                                            | вид Лук порей       |  |  |  |                     |
|  | отдел Цветковые, или Покрытосеменные |  |                                                             |                                                             | семейство Луковые |  |                                            |                                            |                     |  |  |  |                     |
|  |                                      |  | ещё 44 порядка цветковых растений (согласно Системе APG II) | ещё 44 порядка цветковых растений (согласно Системе APG II) |                   |  |                                            | ещё около 300 родов                        | ещё около 300 родов |  |  |  |                     |
|  |                                      |  |                                                             | ещё 44 порядка цветковых растений (согласно Системе APG II) |                   |  |                                            |                                            | ещё около 300 родов |  |  |  |                     |